# 昭和租賃
昭和租賃株式會社，簡稱昭和租賃（日語：昭和リース株式会社），前協和銀行（理索納銀行前身）旗下公司，現時由新生銀行旗下公司，總部位於東京都文京區後樂一丁目4-14後樂森大樓。
業務經營汽車、房屋等租賃金融行業。現時總裁為土屋明正，是在1969年4月2日成立，經過收購昭和汽車租賃、SS解決方案後，已成為統一管理租賃行業。

## 連結
- s-l.co.jp 昭和租賃株式會社 （页面存档备份，存于）